# 万源街站
万源街站是一个位于中国北京市大兴区荣华街道宏达北路、万源街交叉口南侧北京市经济技术开发区内，属于北京地铁亦庄线的地铁车站。

## 位置

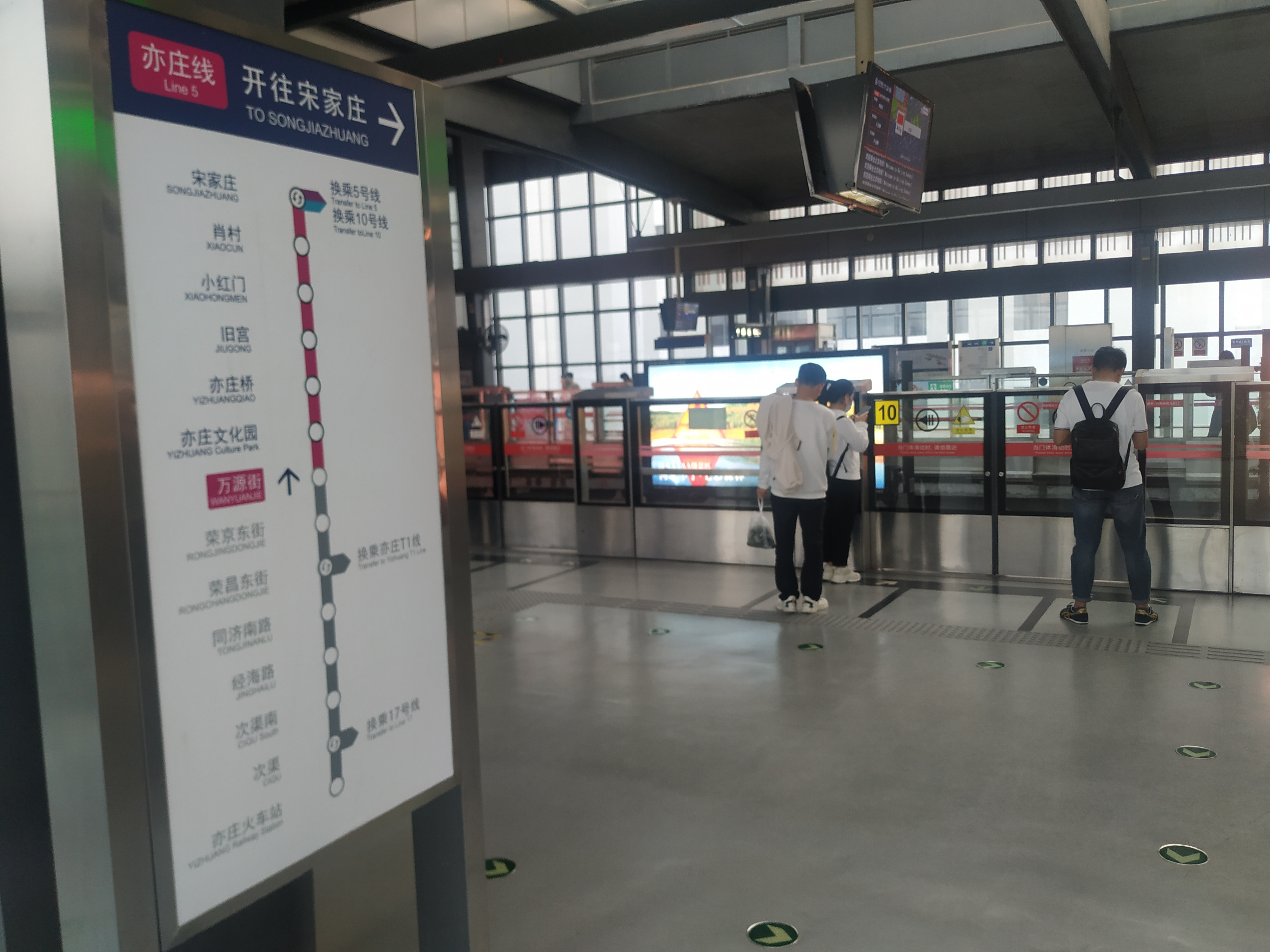
万源街站误将亦庄线的英文标注为“Line 5”的线路图

万源街站在宏达北路和万源街交汇处西南，呈西北－东南走向。

## 结构
该站为高架站，侧式站台设计，车站外观为“方盒子”型。站外有2处公交港湾。
| 地上二层 站台层 | 侧式站台，右側開门               | 侧式站台，右側開门                          |
| 地上二层 站台层 | █ 亦庄线往宋家庄（亦庄文化园）   |                                             |
| 地上二层 站台层 | █ 亦庄线往亦庄火车站（荣京东街） |                                             |
| 地上二层 站台层 | 侧式站台，右側開门               |                                             |
| 地上一层 站厅层 | 站厅，出入口                     | 客务中心、自动售票机、进出站闸机、A-B出入口 |

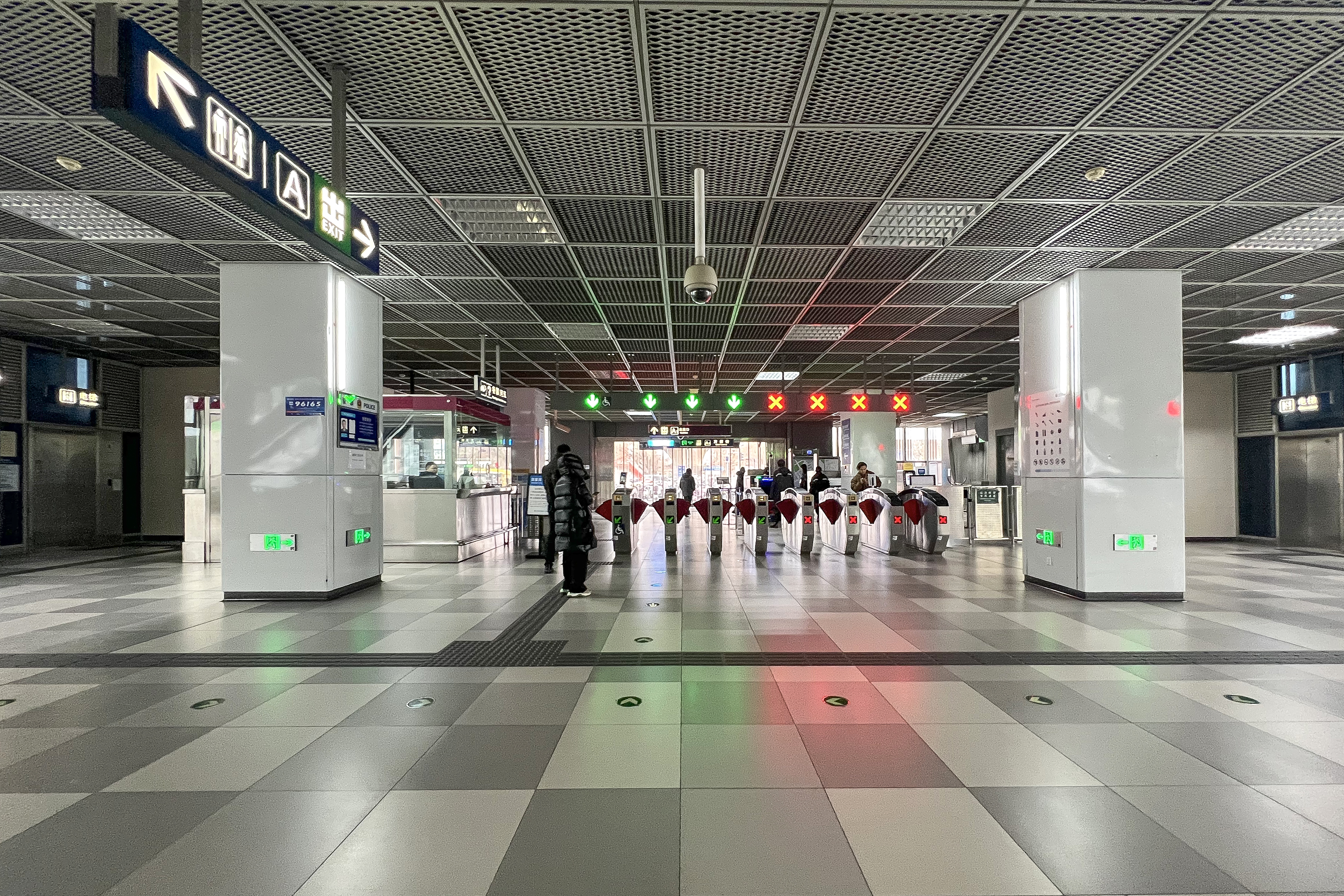
北站厅，可见两侧的直梯
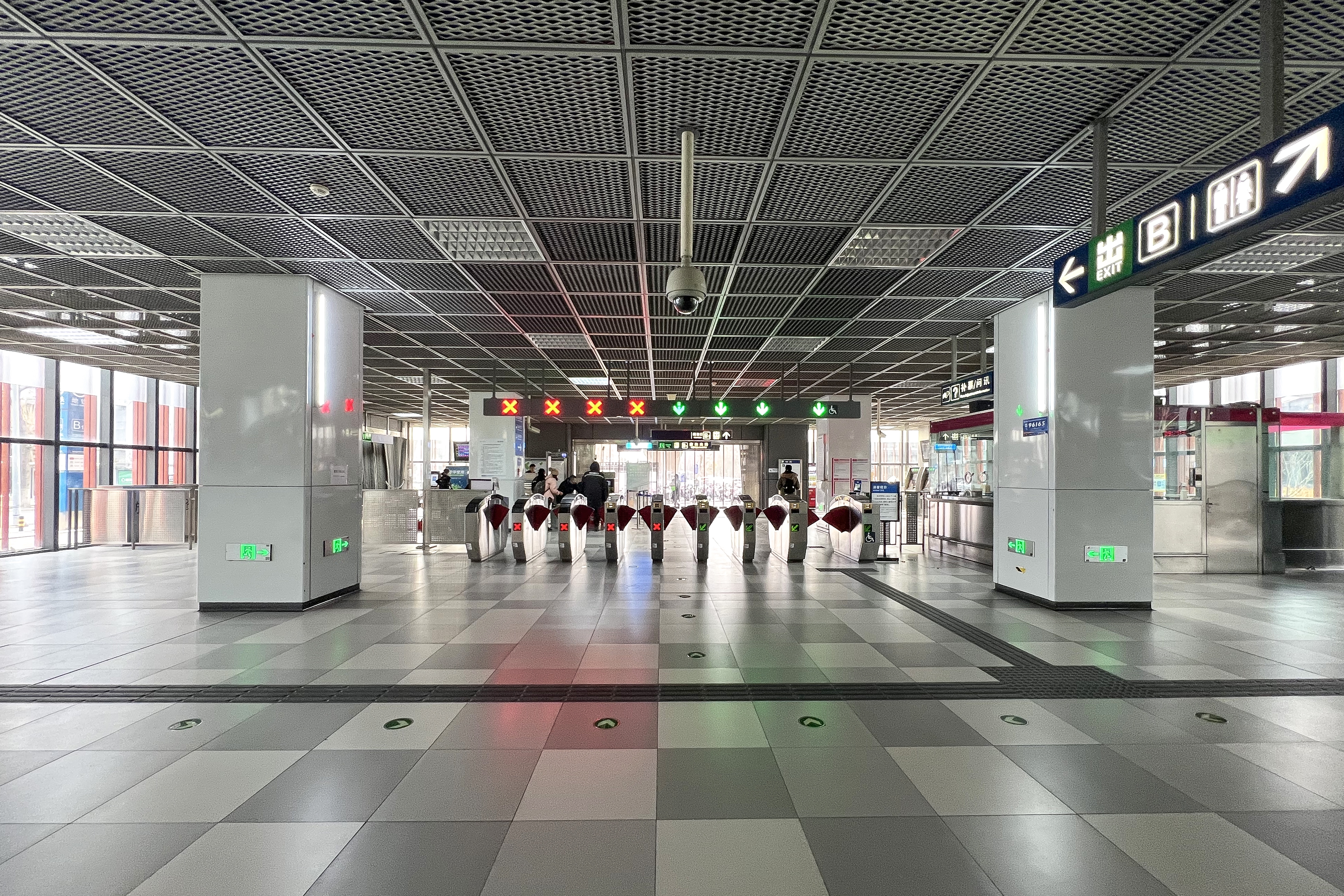
南站厅

## 出入口
|                           |          |                  |      |            |
| 编号                      | 指示     | 建议前往的目的地 | 图片 | 無障礙通行 |
| 出口 · A · 1 · 升降机标志 | 万源街   |                  |      |            |
| 出口 · B · 1              | 宏达北路 |                  |      | 不適用     |
| 註： 設有                 |          |                  |      |            |